# 猿ヶ京温泉

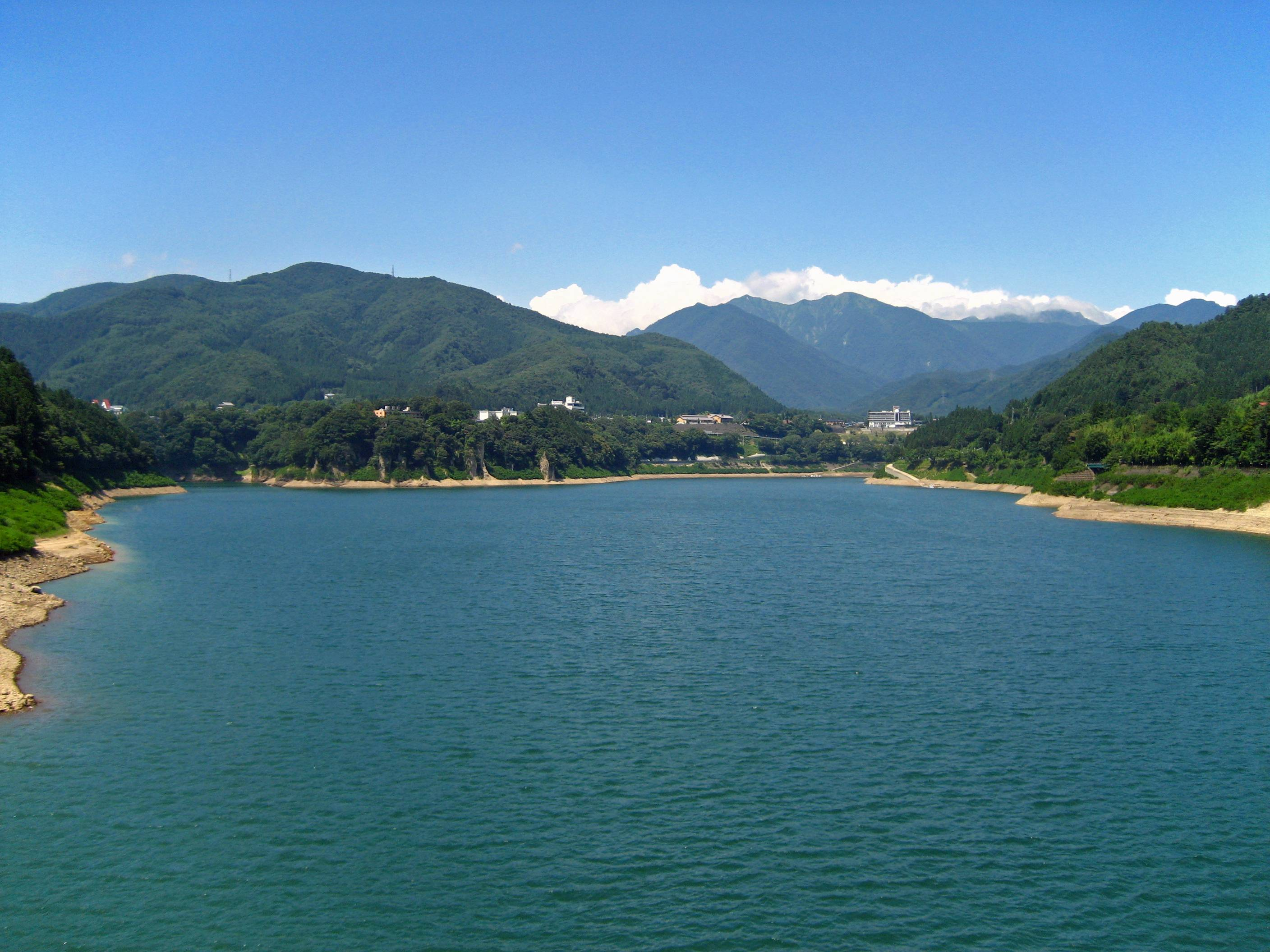
赤谷湖越しに猿ヶ京の温泉街を望む

猿ヶ京温泉（さるがきょうおんせん）は、群馬県利根郡みなかみ町猿ヶ京温泉（旧利根郡新治村）にある温泉。みなかみ町国民保養温泉地を構成する温泉の一つである。

## 泉質
- ナトリウム・カルシウム - 硫酸塩塩化物泉
  - 源泉温度42 - 58℃

## 温泉街
ダム湖である赤谷湖のほとりに16軒のホテル、旅館が存在する。それ以外にも温泉民宿が多数存在し、それらを含めると約40軒の施設が存在する。
日帰り入浴専用施設は1軒存在する。「まんてん星の湯」である。
宿泊施設でも日帰り入浴をおこなっているところもある。

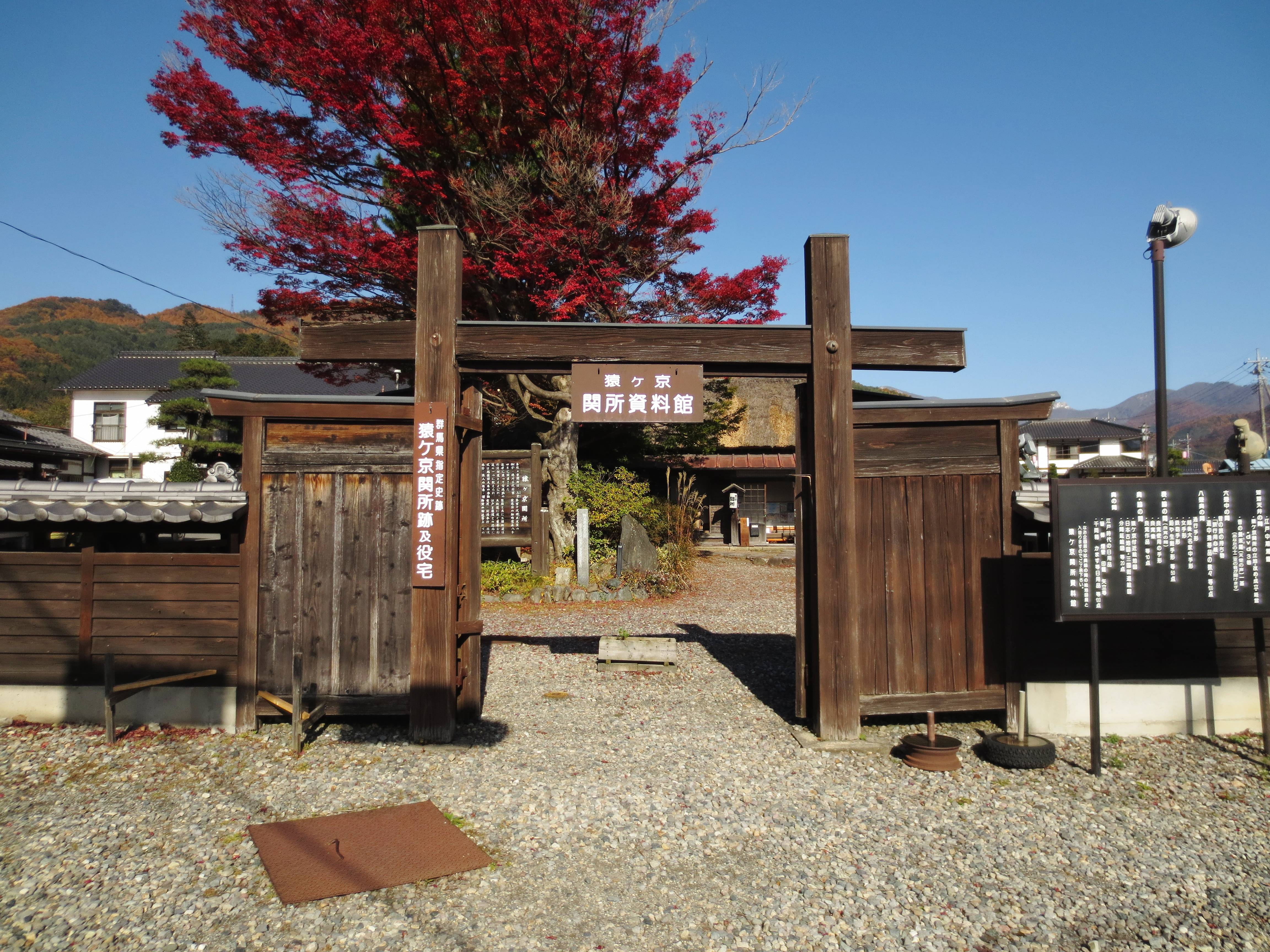
猿ヶ京関所資料館
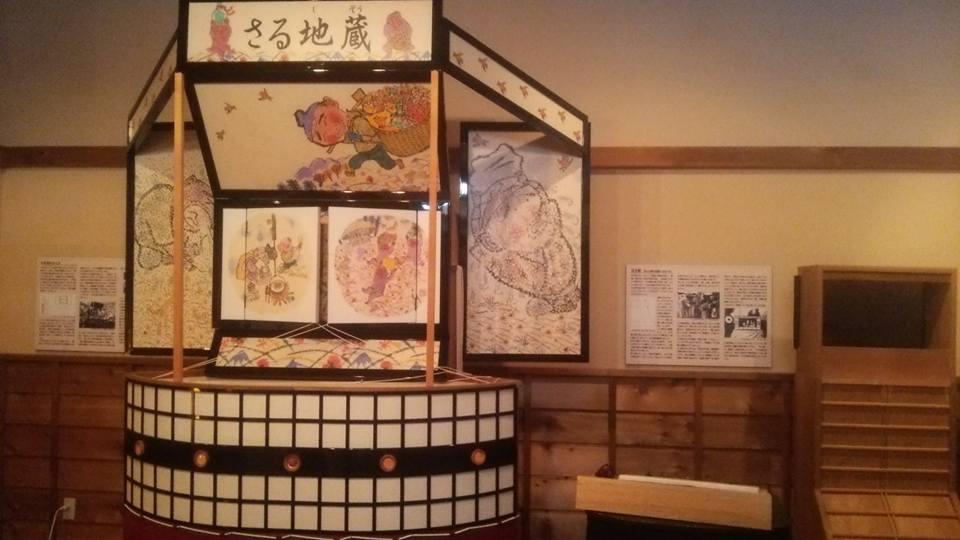
民話と紙芝居の家
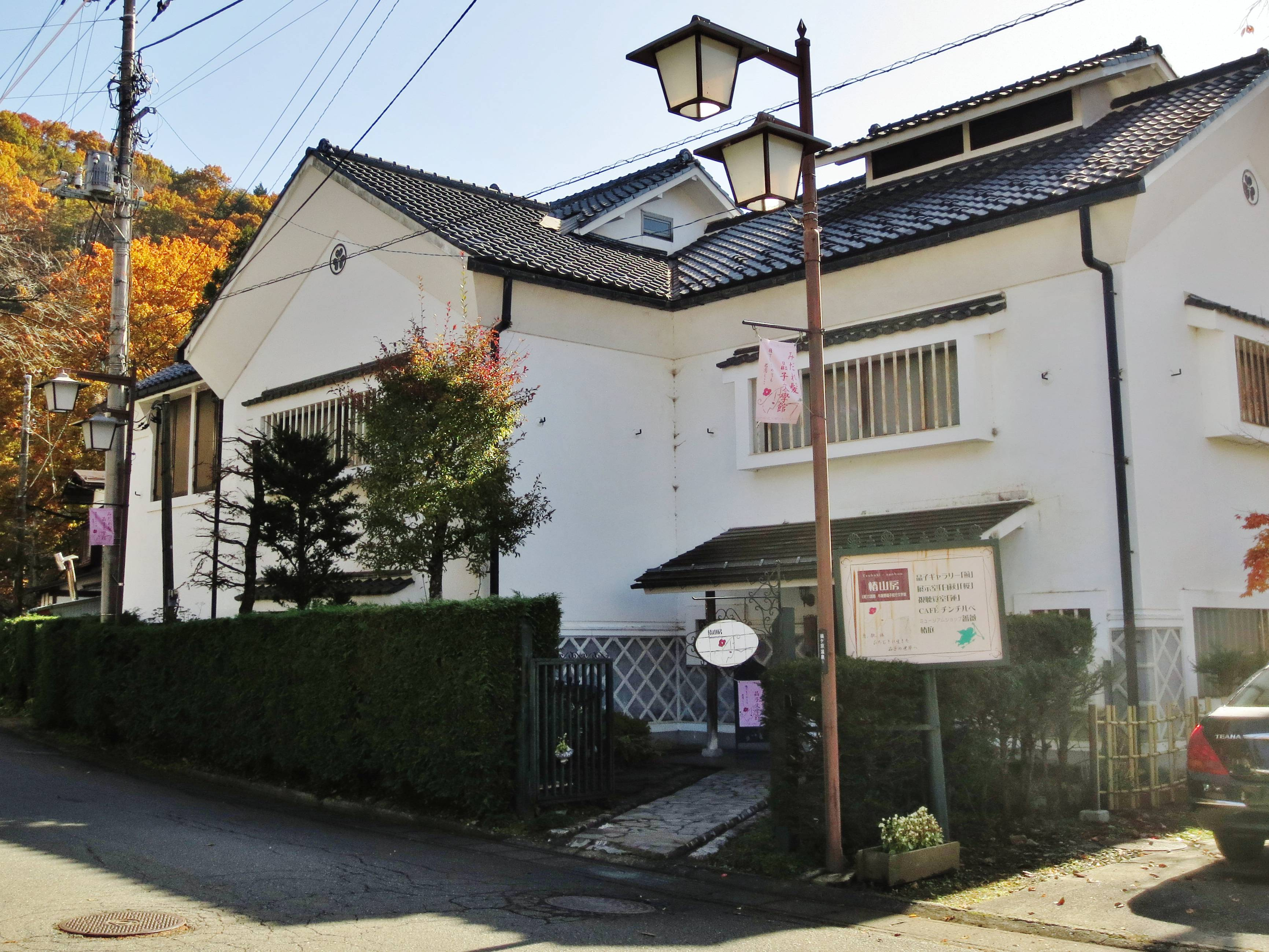
三国路与謝野晶子紀行文学館

## 歴史

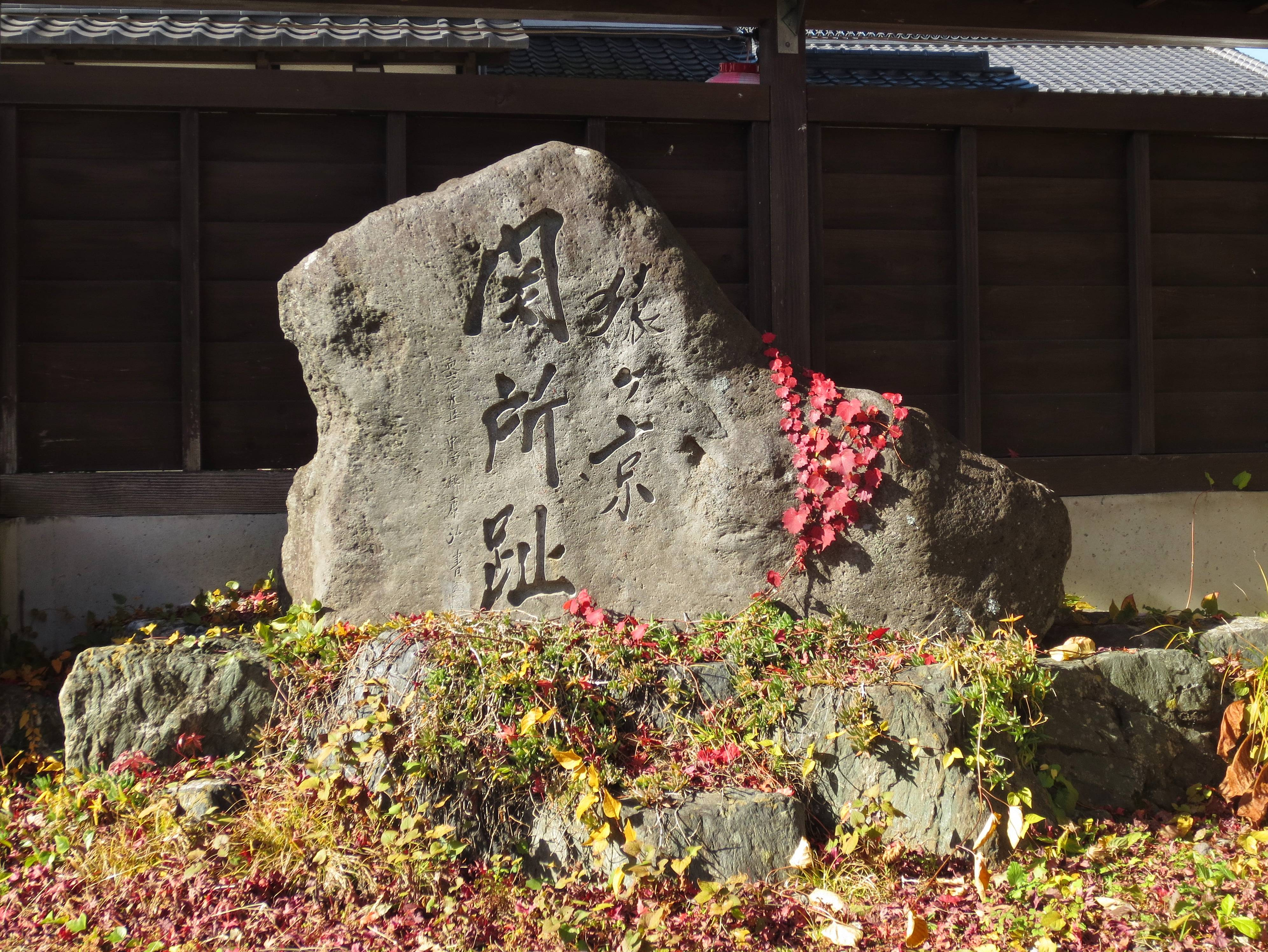
関所跡の碑

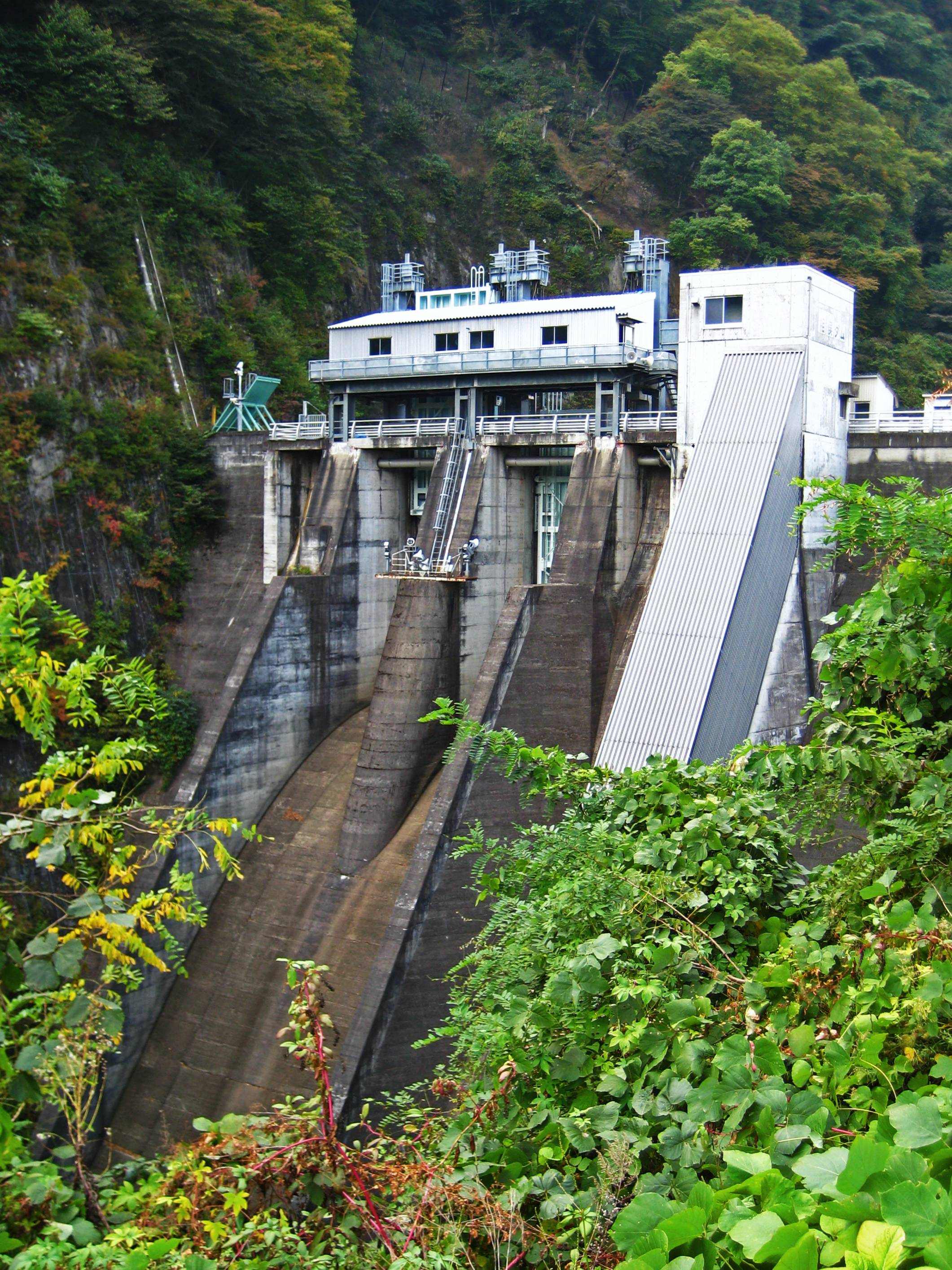
相俣ダム

『加沢記』『沼田記』などによれば、永禄3年（1560年）三国峠を越えて宮野城に入城した長尾景虎（上杉謙信）は、この地に一泊し、申年生まれの自身が申年申の日に泊まったことから「猿ヶ京」と改めたとの伝承がある。地名伝承を信じるかは別としても、「猿ヶ京」の地名の初見は永禄8年（1565年）ごろの上杉輝虎（謙信）書状である。
天正6年（1578年）上杉景勝と上杉景虎が猿ヶ京城を巡って争った。（猿ヶ京城の戦い）
江戸時代には上越国境を越える幹線・三国街道が通過する要所として猿ヶ京関所が置かれた。
猿ヶ京温泉は1956年（昭和31年）の相俣ダム完成により現在地に移転した温泉で、それ以前は赤谷川沿いに湯島の湯と生井林（なまいばやし）の湯（笹の湯）があった。
湯島の湯は17世紀末の元禄年間に発見されたとの伝承がある。赤谷川の川底と中の島からは湯が湧き、江戸時代、この一帯は湯島河原と呼ばれ、温泉は湯島温泉と呼ばれていた。温泉利用が始まった時期は定かではないが、安永5年（1776年）に猿ヶ京など4村の住民が湯小屋を作りたいと村役人に願い出た記録がある。しかし、三国街道の通行量は多かったものの、猿ヶ京関所が置かれていたために周辺への立ち入りが制限されていたために面倒な手続を踏む必要があった。すなわち、出立地で発行された通行手形を持って関所を通過し、さらに猿ヶ京村役人に入湯手形を発行してもらうことでようやく湯島温泉に入湯することができた。明治初期に猿ヶ京関所が廃止されても通行者に利用されることはほとんどなかった。一方、関所の手前には浴場だけで宿舎のない笹の湯があり、1873年（明治6年）には500から600人の利用客があった。その後、約1km離れた湯島河原から湯を引く工事が1890年（明治23年）頃に完成し、村有で通行客も利用できる温泉となり生井温泉と呼ばれた。1912年、小学校増築の費用を捻出するため住民は県道生井坂の工事を請け負ったがかえって赤字となり、村は温泉の権利を島屋と清水屋に売却することで借金を弁済できたが温泉の権利は個人所有に移った（生井坂事件）。しかし、大正時代に相生橋がかけられると生井の通行人は少なくなり、島屋は建物を湯島温泉に移築して島屋と湯島館を経営するようになり、清水屋も湯島温泉で営業を始めた。1927年には東海林鉱吉が1885年（明治18年）から相良氏が経営していた生井温泉と同じ源泉の生井林温泉（別名、笹の湯）を買収した。
その後、島屋と湯島館、清水屋は徐々に解体し、相俣ダム完成まで見晴館、相生館、猿ヶ京ホテル、長生館の4軒となった。ダム建設に伴って1955年（昭和30年）に赤谷川左岸に深度101メートルのボーリングを行い、これを4軒の共同の源泉として、1958年（昭和33年）に新たに「猿ヶ京温泉」と名付けられた。
なお、ダムの建設により元の温泉がダム湖に沈んだ温泉には、他に日中温泉、鶴の湯温泉、入之波温泉、大牧温泉、大塩温泉、川原湯温泉などが存在する。
2005年（平成17年）10月1日のみなかみ町成立に際し、大字が「猿ヶ京」から「猿ヶ京温泉」へ変更となった。
2022年（令和4年）、猿ケ京温泉旅館協同組合により「猿ケ京温泉」が地域団体商標に登録された。

## アクセス

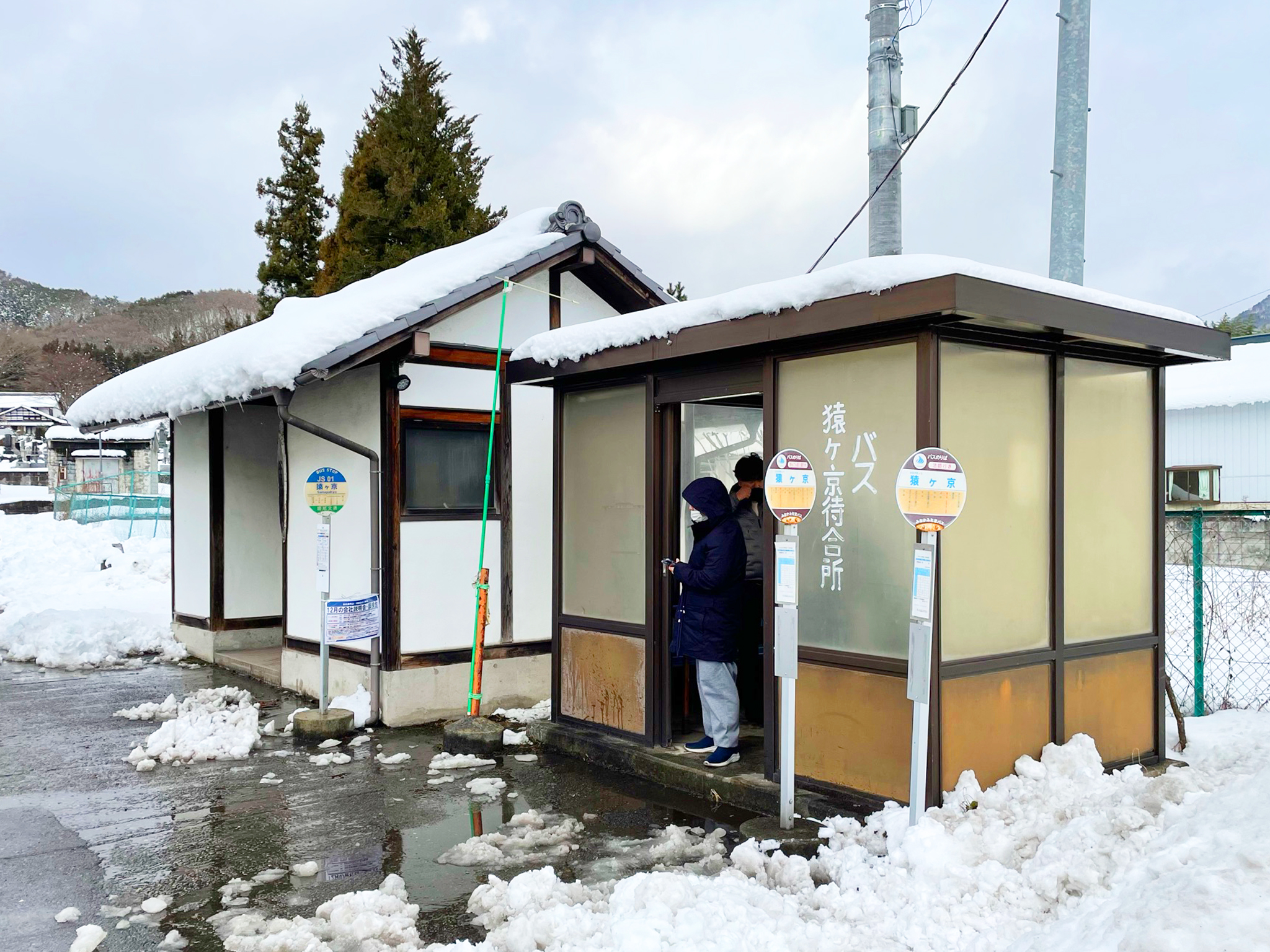
猿ヶ京のバス停。雨風をしのぐ待合所と、公衆トイレがある。

- 鉄道：上越新幹線上毛高原駅・上越線後閑駅から関越交通バスで約30分[9][10]。
- 乗用車：関越自動車道月夜野ICより国道17号で約25分。